# Tristan Dekker
Tristan Dekker (L'Aia, 27 marzo 1998) è un calciatore olandese, difensore del VPS.

## Caratteristiche tecniche
È un terzino destro.

## Carriera

### Club
È cresciuto nelle giovanili del VVV-Venlo, con cui ha esordito in prima squadra il 12 agosto 2016 in un match vinto 2-1 contro il MVV.

### Nazionale
Ha giocato nella nazionale olandese Under-16.

## Statistiche

### Presenze e reti nei club
Statistiche aggiornate al 16 gennaio 2018.
| Stagione        | Squadra         | Campionato      | Campionato | Campionato | Coppe nazionali | Coppe nazionali | Coppe nazionali | Coppe continentali | Coppe continentali | Coppe continentali | Altre coppe | Altre coppe | Altre coppe | Totale | Totale | Totale |
| Stagione        | Squadra         | Comp            | Pres       | Reti       | Comp            | Pres            | Reti            | Comp               | Pres               | Reti               | Comp        | Pres        | Reti        | Pres   | Reti   |        |
| --------------- | --------------- | --------------- | ---------- | ---------- | --------------- | --------------- | --------------- | ------------------ | ------------------ | ------------------ | ----------- | ----------- | ----------- | ------ | ------ | ------ |
| 2016-2017       | VVV-Venlo       | EED             | 28         | 0          | CO              | 2               | 0               |                    | -                  | -                  |             | -           | -           | 30     | 0      |        |
| 2017-2018       | VVV-Venlo       | ERE             | 7          | 0          | CO              | 0               | 0               |                    | -                  | -                  |             | -           | -           | 7      | 0      |        |
| Totale Carriera | Totale Carriera | Totale Carriera | 35         | 0          |                 | 2               | 0               |                    | -                  | -                  |             | -           | -           | 37     | 0      |        |

## Palmarès
- Eerste Divisie: 1

VVV-Venlo: 2016-2017